# Cesare Saracini
Cesare Saracini (ur. 16 grudnia 1910 w Ankonie, region Marche, zm. 1948) – włoski bokser, medalista mistrzostw Europy.
Startując w Mistrzostwach Europy Budapeszcie 1930 roku, wywalczył srebrny medal w kategorii piórkowej.